# Арабізм
Арабі́зм — різновид запозичення: слово, запозичене з арабської мови або утворене за її зразком. Найбільше арабізмів трапляється у перській і тюркських мовах. Чимало їх у мовах гінді, урду, суахілі. В українську арабізми потрапили за посередництвом інших мов: алгебра, лимон, майдан.

## Іспанська мова
- Загальні назви: алгебра, алхімія, алькасар, алькайд, лимон
- Власні назви: Гвадалахара, Гвадіана, Гвадалківір

## Українська мова

### Шляхи поширення
Арабізми з'явилися внаслідок поширення ісламу, мовних і соціокультурних контактів арабів із народами Середньої Азії, Близького Сходу, Північної Африки, Іспанії, завойованими ними в Середньовіччі. З Іспанії через народну та наукову латину значна кількість арабізмів потрапила до романських мов, а звідти через посередництво французької та німецької мов — у слов'янські, зокрема в українську мову.
Арабізми проникали в українську мову також через тюркські мови, насамперед кримськотатарську та караїмську. Частину арабізмів українці засвоїли з російської мови, до якої вони потрапили дещо раніше. 

### Приклади
- адмірал, азимут, алкоголь, алхімія, бакалія, гудрон, жасмин, зеніт, кава, казна, кайдани, лютня, могорич, мулат, мусон, папуга, талісман, тариф, торба, халва, хна, цифра, шуба, яшма та інші.

### Словники
- Dozy, P. Dictionnaire détaillé des noms des vêtements chez les Arabes. Amsterdam: J. Müller, 1845.
- Dozy, P.; Engelmann, W. Glossaire des mots espagnols et portugais dérivés de l'arabe. Leyde: Brill, 1869.  (перевидання: Beirut: Libr. du Liban, 1974; Amsterdam: APA-Oriental-Press, 1982).